# صبغة غرام

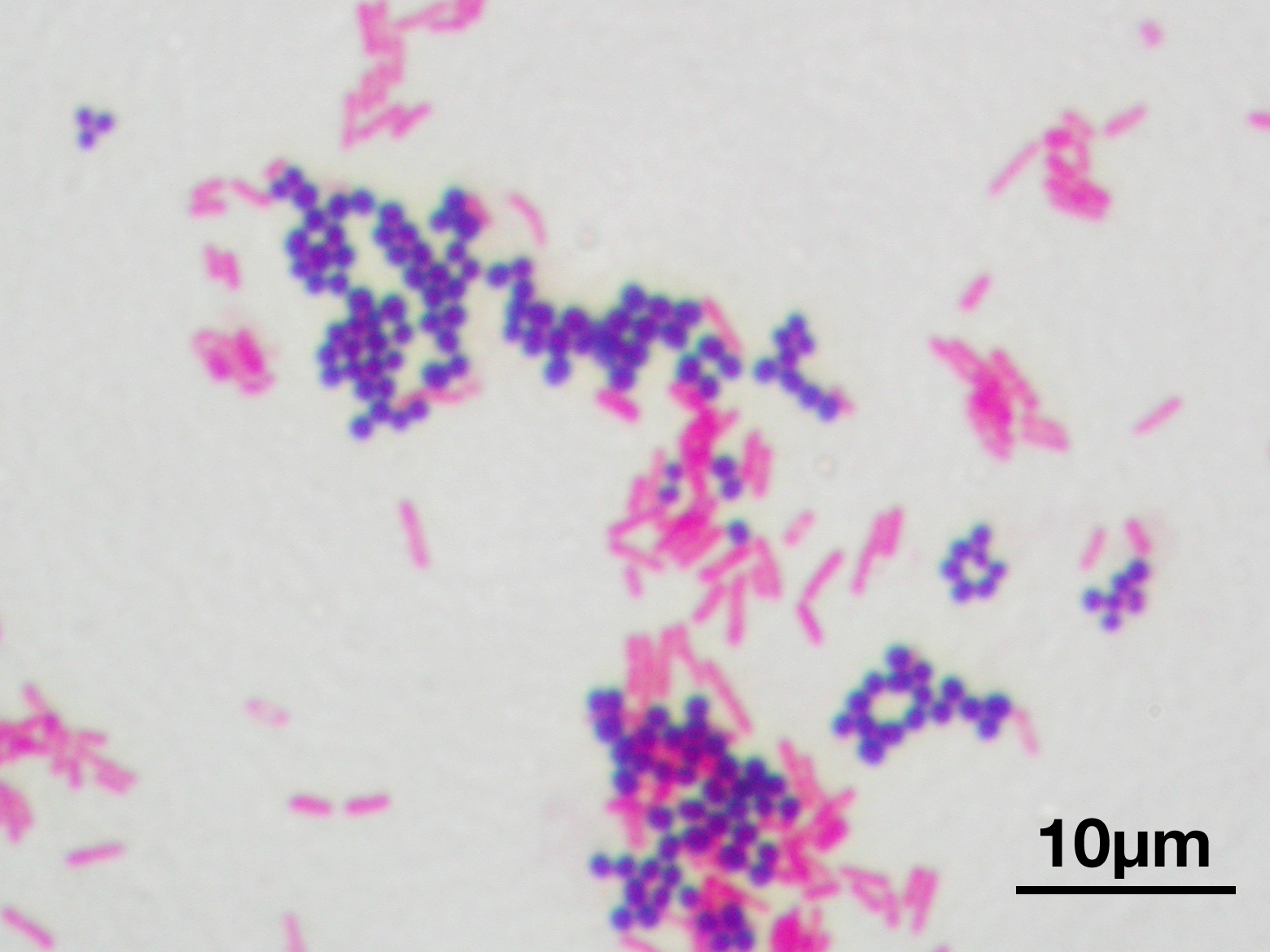
بكتيريا ستافيلوكوكس[Staphylococcus aureus] (كروية، موجبة الغرام، لونها بنفسجي) و اشريشيا كولي (عصوية، سالبة الغرام، لونها أحمر).

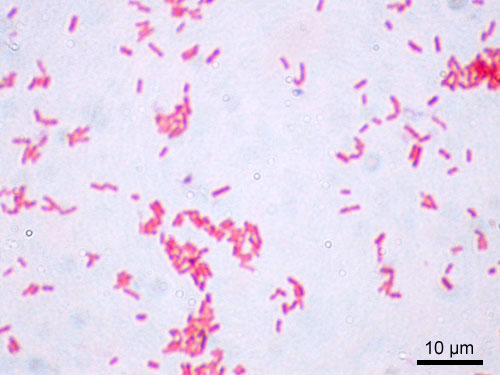
صبغة جرام (حمراء)

تعد صبغة جرام (بالإنجليزية: Gram stain)‏ من أهم أنواع الصبغات المستخدمة في المستشفيات للتعرف على نوع البكتيريا. ويستطيع الطبيب المعالج أن يعرف نوع البكتيريا أوليا للبدء في معالجة المريض بالمضاد الحيوي المناسب بسرعة. ويعود الفضل في اكتشافها إلى الطبيب ذي الأصل الدانماركي هانس كريستيان غرام (Hans Christian Gram) الذي كان يعمل في مختبر التشريح التابع لمستشفى برلين في العام 1880 بعد الميلاد. حيث قام بتطوير هذه الطريقة لتساعده على التفرقة بين أنواع البكتيريا المسببة لذات الرئة (Pneumonia)، حيث لاحظ أن كانت أحد أنواع البكتيريا تصبغ بلون أحمر عندما توضع في محلول معين يحتوي على اليود وأطلق عليها (بكتيريا سالبة جرام) ونوع آخر من البكتيريا كانت تاخذ اللون الأزرق، فأطلق عليها اسم (بكتيريا موجبة جرام). و يعتمد لون البكتيريا في صبغة جرام على التركيب الكيميائي لجدار الخلية.
البكتيريا المختلفة تتفاعل بشكل متفاوت مع طريقة التلوين. لذلك تنقسم بكتيريا إلى:
- غرام-موجبة: وتتلوّن إجمالًا باللون الأزرق الغامق
- غرام-سالبة: تبقى عبر غرام دون تلوين - وإنّما تلوّن باللون الأحمر عبر الفوكسين

ينتج عن ذلك تشخيص مختلف حسب سماكة الجدار الخلويّ للبكتيريا المعيّنة وبالتالي أدوية مختلفة للعلاج. البكتيريات السالبة والموجبة تتجاوب إذًا بشكل مختلف مع المضادّات الحيويّة. بهذه الطريقة التي تستغرق القليل من الوقت (تقريبًا خمس دقائق) يستطيع الانسان أن يحدّد التصرّف البكتيريّ حسب غرام وبالتالي أن يحدّد طريقة البدء مباشرة بعلاج غالبًا ما يكون منقذًا لحياة المريض حتّى قبل التحديد النهائيّ لنوع البكتيريا والذي يستغرق العديد من الأيّام.

## طريقة صبغ البكتيريا بها
الطريقة تتألّف من ثلاث خطوات هي:
- التلوين- إزالة التلوين- ثمّ التلوين المعاكس

1- في المرحلة الأولى يتمّ التلوين ببنفسجي غنتيان (أو المعروف بـ Crystal violet) المضاف إلى الفينول Phenol (المعروف تاريخيّا بالكاربول Carbol). البكتيريا الموجبة والسالبة حسب غرام تتلوّنان إذ ذاك.ثم تعالج البكتيريات بمحلول لوغول Lugol وتتكوّن حينها مركّبات من موادّ التلوين.
2- في الخطوة الثانية -وهي المهمّة- يختلف تفاعل البكتيريات، فبعد العلاج بالكحول -إيتانول (96%)- تفقد البكتيريا السالبة لونها المكتسب بدايةً بينما لا تتخلّى الموجبة عن لونها الأزرق الغامق الذي اكتسبته.
ويعود هذا الاختلاف إلى بناء الجدار الخلويّ لديهما فالبكتيريا السالبة تملك طبقة هزيلة من الموريين Murein لكن فوقها طبقة فوسفوليبيد Phospholipid.
بينما يتوفّر لدى الموجبة غلاف سميك من الموريين متعدّد الطبقات التي بينها يتجمّع محلول لوغول. وهنا يكون تأثير الإيتانول مجفّفًا حيث تبقى تجمّعات الألوان متوفّرةً في الجدار الخلوي.
هذه المرحلة -أي العلاج بالكحول- تتوجّب بعض الخبرة لتحديد تشخيصٍ أكيدٍ.
3- الخطوة الثالثة تشمل تلوّن البكتيريات بمحلول ملطّف -أي قليل التركيز- من الفوكسين المزاد إلى الفينول. (وبذلك ينتج اللون الأحمر لدى البكتيريات السالبة حسب تلوين غرام).
كما توجد طرق أخرى لمعرفة تصرّف البكتيريا حسب غرام مثل اختبار KOH.

## طريقة تحضير صبغة جرام (الصبغ المركب) لصبغ البكتريا السالبة والموجبة
(أ‌)صبغة الكريستال فايولت:
1. يذاب (1 جرام) من بودرة كريستال فايولت في (80 ملى كحول 85%) ثم يضاف (1 جرام كالسيوم أكسالات) للمحلول السابق
2. يترك المحلول لمدة 24 ساعة قي الحضان عند درجة حرارة 25 درجة
3. ثم يكمل المحلول السابق إلى (1 لتر) بالماء المقطر ويترك 24 ساعة أخرى قي الحضان عند نفس درجة الحرارة السابقة
4. يرشح المحلول بورق ترشيح للتخلص من بلورات الكالسيوم أكسالات الزائدة

ب‌)صبغة الصفرانين:
- يذاب (2 جرام) من بودرة الصفرانين قي (ا ليتر) ماء مقطر

(ج) محلول لوجل اليودى:
1. يوزن (ا جرام) من اليود بالإضافة إلى
2. يذاب (1 جرام) من يوديد البوتاسيوم قي (300 مل) ماء مقطر

## المصدر
C. Gram: Über die isolierte Färbung der Schizomyceten in Schnitt- und Trockenpräparaten. In: Fortschritte der Medizin. Vol. 2, 1884, S. 185-189.

## اقرأ أيضا
- ليستيريا